# Dème de Missolonghi
Le dème de Missolonghi, en grec moderne : Δήμος Μεσολογγίου / Dímos Mesologgíou, est un ancien dème du district régional d'Étolie-Acarnanie, en Grèce-Occidentale. Depuis 2010, il est fusionné au sein du dème de la ville sainte de Missolonghi.
Selon le recensement de 2011, la population du dème compte 14 386 habitants.